# فتحي العيادي
فتحي العيادي (بالفرنسية: Fathi Ayadi)‏ ولد في 17 أبريل 1964. هو سياسي تونسي، قيادي بارز في حركة النهضة ورئيس مجلس شوراها بين 2012 و2016، عضو المكتب التنفيذي الحالي للحركة ومدير أكاديمية ريادة للتكوين والتدريب القيادي.

بعد الثورة التونسية، انتخب عضوا في انتخابات 23 أكتوبر 2011 في المجلس الوطني التأسيسي عن دائرة ألمانيا الانتخابية، وبعد ذلك كنائب في مجلس نواب الشعب بعد انتخابات 26 أكتوبر 2014 عن دائرة صفاقس الأولى الانتخابية عن حركة النهضة.

## السيرة الذاتية
بدأ فتحي بن نصر العيادي دراسته الابتدائية في مدرسة الشوشة قرية العيايدة من معتمدية منزل شاكر ولاية صفاقس، انتقل بعد ذلك لدراسة الثانوي في معاهد صفاقس، تحصل على الباكالوريا بمعهد 9 أفريل. دخل المدرسة الوطنية للمهندسين بتونس اختصاص مهندس أول، 
ساهم في تاسيس الاتحاد العام التونسي للطلبة ونشط في الاتجاه الإسلامي بالجامعة. سنة 1987 اضطرته المضايقات والمتابعة الامنية الي التغيب عن العديد من الحصص الدراسية فتم رفته من مدرسة المهندسين. تحول بعدها إلى كلية العلوم بصفاقس اختصاص رياضيات، استمرت المضايقات وصدر في حقه حكم بالسجن لخمس سنوات مما اضطره للاختفاء دون ان ينهي امتحان الاستاذية.

سلك طريق الهجرة عبر ليبيا، وبعدها إلى ألمانيا، أين درس فيها اللغة، ثم دخل الجامعة ليواصل دراسة الرياضيات أين تحصل على شهادة الدراسات المعمقة في الرياضيات.
 ساهم في تاسيس العديد من الجمعيات الحقوقية من مثل تنسيقية 18 أكتوبر وجمعيات تعنى بالمهاجرين التونسين كجمعية المهاجر التونسي، ترأس الجمعية الألمآنية التونسية للثقافة والاندماج لأكثر من دورة.
حافظ على عضوية مجلس شورى حركة النهضة بالخارج طيلة فترة الهجرة القسرية .

بعد الثورة التونسية، عاد إلى تونس، وباشر نشاطه الحزبي رئيسا للهيئة التأسيسية لحركة النهضة سنة 2012.

انتخب في انتخابات 23 أكتوبر 2011 عضوا بالمجلس الوطني التأسيسي عن النهضة بدائرة ألمانيا الانتخابية.شارك في لجنة التوطئة والمبادئ العامة 
انتخب في 12 أغسطس 2012 رئيسا مجلس الشورى في حركة النهضةوهو المنصب الذي يشتغله لحد اليوم. 

انتخب نائبا بمجلس نواب الشعب في انتخابات 26 أكتوبر 2014 عن النهضة دائرة صفاقس الأولى الانتخابية. عضو لجنة الصحة والشؤون الاجتماعية ثم لجنة التشريع العام.

سلم في 11 يونيو 2016 رئاسة مجلس شورى حركة النهضة إلى السيد عبد الكريم الهاروني بعد انتخابه من قبل المجلس الجديد إثر المؤتمر العاشر.

## مقالات ذات صلة
- حركة النهضة (تونس).

## روابط خارجية
- السيرة الذاتية لفتحي العيادي على موقع مرصد المجلس الوطني التأسيسي التابع لمنظمة البوصلة.
- السيرة الذاتية لفتحي العيادي على موقع مرصد مجلس نواب الشعب التابع لمنظمة البوصلة.